# ديفيد دود لي
ديفيد دود لي (بالإنجليزية: David Dodd Lee)‏ هو شاعر أمريكي، ولد في 1959.